# Lactisole
Lactisole con fórmula química C10H11O4Na es una sal de ácido carboxílico. Al igual que el ácido gimnémico, es un inhibidor del dulzor o modificador del sabor.

## Química
Químicamente, lactisole es la sal de sodio de 2 - (4-metoxifenoxi) propiónico.

## En la naturaleza
Este ácido se ha aislado de los granos de café arábigo colombiano tostados.

## Propiedades anti-dulces
A concentraciones de 100-150 partes por millón en los alimentos, lactisole suprime en gran medida la capacidad de percibir sabores dulces, tanto de azúcar como de edulcorantes artificiales como el aspartamo. Un 12% de solución sacarosa se percibe como una solución de sacarosa al 4% cuando se añadió lactisole. Sin embargo, es significativamente menos eficiente que el ácido gimnémico con acesulfamo de potasio, sacarosa, glucosa y sodio sacarina. La investigación encontró también que no tiene ningún efecto sobre la percepción del amargor, acidez y salinidad. De acuerdo con un estudio reciente lactisole actúa en un heteromer receptor del gusto dulce del receptor de la proteína dulce TAS1R3 en los seres humanos, pero no en su homólogo de roedores.

## Como un aditivo alimentario
El uso principal del lactisole está en las jaleas, mermeladas y productos similares de frutas en conserva que contienen grandes cantidades de azúcar. En estos productos, mediante la supresión de la dulzura del azúcar, que permite que los sabores de frutas se perciban. En el Estados Unidos, lactisole se designa como generalmente como seguro (GRAS) por el sFlavor and Extract Manufacturers Association (Fema number: 3773) y aprobado para su uso en los alimentos como agente saborizante hasta 150 ppm. Actualmente, lactisole está fabricado y vendido por Domino Sugar y sus niveles de uso son entre 50 y 150 ppm.